# Bischöfliche Liebfrauenschule Eschweiler
Die Bischöfliche Liebfrauenschule Eschweiler ist ein koedukatives, römisch-katholisches Gymnasium in Eschweiler in Nordrhein-Westfalen in Trägerschaft des Bistums Aachen mit derzeit (Stand 2/2022) rund 900 Schülerinnen und Schülern und 70 Lehrkräften. Es liegt in der nördlichen Innenstadt in Sichtweite zur Bundesautobahn 4 in einem von hohem Baumbestand und ansonsten Privathäusern geprägten Viertel. Die Schülerzeitung heißt „Unterm Strich“.
Die Stiftung Bischöfliches Gymnasium Liebfrauenschule Eschweiler fördert nach eigenen Angaben das katholische Schulwesen sowie die Bildung und Erziehung zu christlicher Lebensgestaltung und Weltverantwortung auf der Grundlage des römisch-katholischen Glaubens.
Im Volksmund wird die Liebfrauenschule auch „Nonnenbunker“ genannt.

## Geschichte
Im Jahr 1879 wurde in Eschweiler eine Schule für Mädchen gegründet, die 1906 die Franziskanerinnen von der Buße und der christlichen Liebe von Lüdinghausen/Nonnenwerth als „Katholische höhere Mädchenschule“ mit Internat übernahmen und für die sie ein neues Gebäude errichteten. Eine große bauliche Erweiterung an das alte Gebäude Ecke Liebfrauenstraße/Reuleauxstraße erfolgte 1960. Bis 1975 war die Schule ein reines Lyzeum für Mädchen. Das Bistum Aachen, zu dem das gesamte Stadtgebiet Eschweilers gehört, übernahm die Trägerschaft am 1. August 1991.

## Personen, die in Verbindung zu dieser Schule stehen
- Helga Bilden (* 1941), Psychologin
- Thilo Prothmann (* 1975), Schauspieler
- Ususmango (* 1981), Stand-up-Comedian
- Anna Sorokin (* 1991), Hochstaplerin
- Catarina dos Santos-Wintz (* 1994), Politikerin und Rechtsanwältin